# Autobahnmeister
Der Autobahnmeister ist Leiter einer Autobahnmeisterei und trägt die Verantwortung für sämtliche Tätigkeiten, die durch seine Meisterei ausgeführt werden. Zu den Aufgaben des Autobahnmeisters gehört die Einsatzplanung des Personals und der Fahrzeuge bzw. Geräte. In seiner Verantwortung liegt zudem das Budget. In der Regel hat der Autobahnmeister ein Studium der Fachrichtung Bauingenieurwesen abgeschlossen und zählt damit zum gehobenen technischen Verwaltungsdienst der Fachrichtung Straßenbau bzw. Straßenwesen. In Bayern und Baden-Württemberg ist diese Stelle mit einem Beamten des mittleren technischen Dienstes (Techniker oder Handwerksmeister) besetzt.